# Назарова, Марина Юрьевна
Мари́на Ю́рьевна Наза́рова (15 марта 1955, Тамбов — 5 сентября 2017, Тамбов) — российский педагог и общественный деятель, депутат Государственной Думы Российской Федерации шестого созыва.

## Биография
Родилась 15 марта 1955 года в Тамбове. Отец, Семин Юрий Григорьевич (1929 −1996) — рабочий завода. Мать, Семина Антонина Степановна (1931—1998) — бухгалтер,
В 1977 году окончила Тамбовский государственный педагогический институт по специальности «учитель английского и немецкого языков».
Преподавала английский язык во Всесоюзном заочном институте инженеров транспорта (Тамбов), затем заведовала кабинетом педагогики и психологии в Тамбовском областном институте усовершенствования учителей, отделом производственной работы и заработной платы Тамбовского областного комитета профсоюза работников просвещения, высшей школы и научных учреждений; была, заместитель председателя Тамбовского областного комитета отраслевого профсоюза.
С 2007 года — председатель Тамбовской областной профсоюзной организации работников народного образования и науки. Состояла членом Общественной палаты Тамбовской области, Центрального Совета Профсоюза работников народного образования и науки Российской Федерации.
В 2011—2016 годы — депутат Государственной Думы шестого созыва, работала в составе фракции партии «Единая Россия»; член комитета по образованию.
Умерла 5 сентября 2017 года в результате тяжёлой и продолжительной болезни. Похоронена на Воздвиженском кладбище г. Тамбова..
3 сентября 2018 года состоялось торжественное открытие мемориальной доски Назаровой Марине Юрьевне Она установлена на здании Тамбовского областного объединения профсоюзов по адресу: Комсомольская площадь, дом 3
5 сентября 2018 года на Воздвиженском кладбище в Тамбове прошла церемония открытия памятника.

## Семья
- Отец — Семин Юрий Григорьевич (1929—1996), рабочий.
- Мать — Семина Антонина Степановна (1931—1998), бухгалтер.
- Первый муж — Назаров Геннадий Дмитриевич (1947—2003), инженер.
  - Сын — Назаров Андрей Геннадьевич (род. 04 февраля 1978), работает в Министерстве спорта РФ. Окончил экономический факультет Тамбовского государственного технического университета.

- Второй муж — Комиссаров Борис Александрович (1930—2009), полковник спецслужб.

## Награды и звания
- Знак «Отличник народного просвещения».
- Премия им. В. М. Яковлева Общероссийского Профсоюза работников народного образования и науки.
- Медаль «МПА СНГ. 25 лет» (27 марта 2017 года, Межпарламентская ассамблея СНГ) — за заслуги в деле развития и укрепления парламентаризма, за вклад в развитие и совершенствование правовых основ функционирования Содружества Независимых Государств, укрепление международных связей и межпарламентского сотрудничества[4].